# Astana
Astana (kazašsky Астана), známá též pod staršími názvy Akmola, Akmolinsk, Celinograd a Nur-Sultan, je od roku 1997 hlavním městem Kazachstánu. Žije zde přibližně 1,5 milionu obyvatel. Město se nachází uprostřed liduprázdných stepí středního Kazachstánu na řece Išim.

## Název
Původní ruský název města Akmolinsk vycházel z kazašského slova akmola, bílý hrob. Roku 1961 bylo na doporučení N. S. Chruščova město přejmenováno na Celinograd podle celin, jejichž obdělávání tehdy bylo v oblasti hlavní činností. V roce 1992 bylo ruské jméno nahrazeno oficiálním kazašským jménem Akmola. Název Astana, který se pro město používal v letech 1998–2019, a opět od roku 2022, znamená kazašsky „hlavní město“.
Nastupující prezident Kazachstánu Kasym-Žomart Tokajev v inaugurační řeči pronesené 20. března 2019 navrhl přejmenování hlavního města na Nur-Sultan (Нұрсұлтан), na počest prvního kazašského prezidenta Nursultana Nazarbajeva. Nursultan Nazarbajev rezignoval na svou funkci den předtím, v úterý 19. března 2019. Návrh na přejmenování tehdejší Astany podpořila vládnoucí strana a ministr spravedlnosti Marat Beketajev doplnil, že změna vstoupí v platnost poté, co bude příslušně upravena ústava. Kasym-Žomart Tokajev zamítl vládní návrh na vyhlášení republikového referenda kvůli přejmenování kazašského hlavního města. Návrh byl předložen přímo parlamentu a změna podle článku 53 ústavy Kazachstánu byla ve dvou čteních 102 poslanci mažlisu a 43 senátory schválena. V oddíle I, článku 2 ústavy byl zakotven oficiální název hlavního města Нур-Султан, konkrétně se jednalo o schválení zákona № 238-VІ ЗРК ze dne 23. března 2019 "О внесении изменений в Конституцию Республики Казахстан".
Někteří kazašští právníci vzápětí veřejně vyslovili názor, že toto přejmenování je nezákonné, protože v ústavě je stanoveno, že osoba, která byla dočasně pověřena výkonem prezidentské funkce poté, co stávající prezident ve své funkci předčasně skončil, nemá právo předkládat návrhy na změnu ústavy a že mělo být vypsáno referendum. Ministerstvo spravedlnosti Kazachstánu tyto námitky odmítlo s tím, že změny byly schváleny parlamentem a jsou tudíž v souladu se zněním ústavy.
Jméno „Nursultan“ pochází z arabštiny a je složeno ze dvou slov – „nur“ (arabsky „světlo“, v soudobé kazaštině se tento výraz také překládá jako „záře“ nebo „sluneční paprsek“) a „sultan“, což arabsky znamená „vláda“, „vládce“, „autorita“. „Sultan“ byl ve středověku titulem vládce, od 14. století se jméno „Sultan“ začalo objevovat jako osobní jméno lidí, kteří neměli žádné vazby na panovnický rod. V současnosti se tento výraz vyskytuje jak ve složených jménech, tak i jako samostatné jméno u příslušníků některých národů, konkrétně například u Kazachů nebo Uzbeků. Slovo „nur“ běžně existuje jako součást mnoha složených kazašských jmen.
Od září 2022 nese město opět název Astana, a to poté, co změnu odsouhlasil parlament země. Vláda se totiž snaží od bývalého prezidenta distancovat.
| Název      | Doba užívání |
| ---------- | ------------ |
| Akmola     | 1824–1832    |
| Akmolinsk  | 1832–1961    |
| Celinograd | 1961–1992    |
| Akmola     | 1992–1998    |
| Astana     | 1998–2019    |
| Nur-Sultan | 2019–2022    |
| Astana     | od 2022      |

## Historie

### Archeologie, nejstarší historie a Ruské impérium

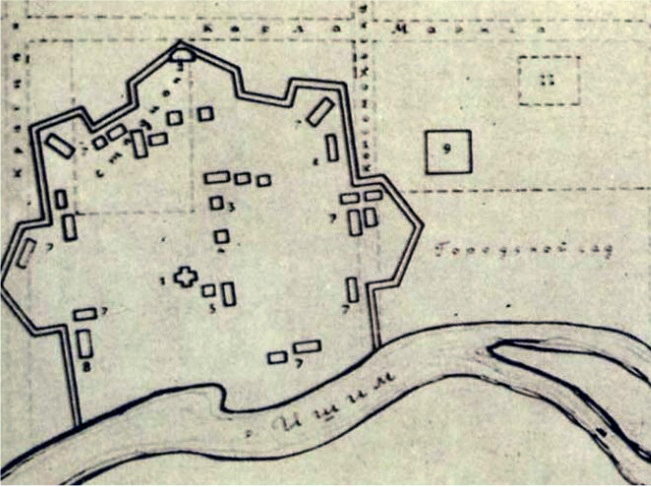
Plán pevnosti Akmolinsk

Step byla kočovníky od pravěku osídlena jen řídce. Křižovaly ji karavany na Hedvábné stezce, které zde měly své stanice. V letech 2001 a 2005 byly zdokumentovány také kurgany/mohyly z doby bronzové a železné v místech (Kujgenžar/Куйгенжар a Syganak/Сыганак), včetně nálezů kulturně vyspělé civilizace Skytů z období před více než 2000 let v Hrobce vládce Slunce. Později se v turko-tatarských pramenech ještě objevovaly termíny Bez, Bezok pro pusté místo. Ve středověku vznikla na místě dnešní Astany již kazašská osada, při níž Rusové založili v roce 1824 vojenskou pevnost, kterou v roce 1830 nazvali Akmolinsk, odvozením z kazašského názvu Akmola (Ақмола), v překladu Bílá svatyně nebo Bílá hrobka, podle bílých pahorků na nedalekém náměstí. Dlouhou dobu pevnost zůstávala křižovatkou cest v kazašské stepi. Kolem ní se pomalu začalo rozvíjet stejnojmenné město.
Roku 1868 byl celý Kazachstán anektován Ruskem a město Akmolinsk se stalo jeho administrativním střediskem.
Koncem 19. století se díky výstavbě železniční trati stal Akmolinsk železničním uzlem na Turksibu. To vedlo k prvnímu ekonomickému rozmachu města, který trval až do ruské občanské války, jež zasáhla do celé oblasti dnešního severního Kazachstánu.

### Sovětské období
Po připojení k Sovětskému svazu byl mocensky ničen dosavadní kočovný pastevecký způsob života Kazachů a ve 30. letech 20. století bylo město spolu s celou zemí postiženo hladomorem. Roku 1939 se Akmolinsk stal střediskem oblasti. V roce 1944 zde byl otevřen zajatecký tábor pro 330 německých válečných zajatců. V polovině 50. let byla v Sovětském svazu zahájena kampaň pro obdělávání celin a význam Akmolinska vzrostl v nové roli hlavního města kraje, tvořeného pěti severními oblastmi Kazachstánu (1960–1965). Z propagačně ideologických důvodů bylo město přejmenováno v letech 1961–1991 na Celinograd. Zároveň díky státním subvencím došlo k rozvoji městské výstavby a ke zlepšení infrastruktury města včetně výstavby kulturních institucí a otevření vysokých škol.

### Nezávislý Kazachstán
Deklarace o svrchovanosti Kazašské SSR byla přijata 25. října 1990. V prosinci 1991 byla země přejmenována na Republiku Kazachstán a krátce nato, 16. prosince 1991, vyhlásila nezávislost. Celinograd tehdy změnil jméno na Akmolu a nadále byl administrativním střediskem oblasti.
Za nové hlavní město Kazachstánu byla Akmola prohlášena v červenci 1994 namísto dosavadního Almaty. Po roce, v září 1995, to potvrdil prezident Nazarbajev svým dekretem. K slavnostnímu předání funkce došlo v Akmole 8. prosince 1997. Dalším prezidentským dekretem ze dne 6. května 1998 byla Akmola přejmenována na Astanu. Od té doby město zažívá nebývalý rozmach. Počet obyvatel se v průběhu posledního desetiletí zdvojnásobil a ve městě vyrostly desítky moderních kancelářských budov, nové ulice, parky i rezidenční čtvrti.

## Astana dnes

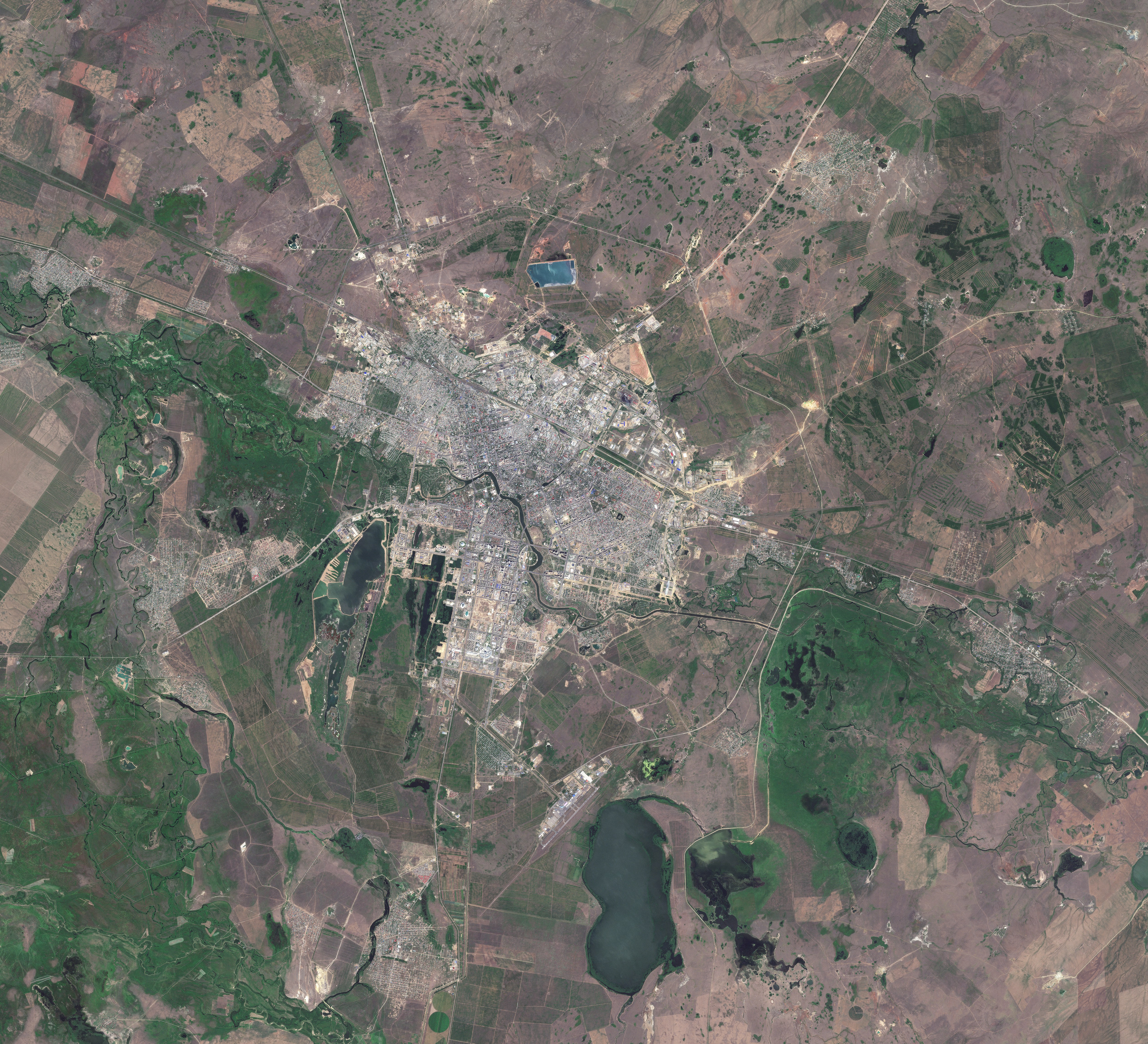
Letecký pohled na Astanu

Astana je moderním, pečlivě plánovaným městem s výraznými prvky socialistické výstavby, která však s ohledem na regionální charakter nebyla ničím zvlášť výjimečná. Široké třídy s vládními budovami, bývalými stranickými sekretariáty a několika kulturními institucemi lemují aleje stromů. V posledních letech se zde hodně staví. V centru města vyrůstají moderní prosklené mrakodrapy. Jejich výstavba byla svěřena zahraničním, převážně tureckým firmám. Astana je důležitým průmyslovým střediskem země. Nejvýznamnější jsou zdejší závody strojírenské, zejména na výrobu zemědělských strojů, a potravinářské závody. Největší potravinářský komplex města představuje pivovar postavený na klíč českou firmou VÚCHZ, který je současně největší v zemi. Ve městě je sídlo prezidenta, rady ministrů (vlády), dvoukomorové nejvyšší rady (Kenges) a několik velvyslanectví včetně Česka. Některé ambasády cizích států však zůstaly v bývalém hlavním a největším městě Kazachstánu, v Almaty.

### Městská výstavba
Astanu lze rozdělit do značné míry na několik různých oblastí. Severně od železniční trati, která protíná Astanu ve směru východ-západ, jsou průmyslové a chudší obytné oblasti. Mezi železniční tratí a řekou Išim je centrum města, kde v současné době probíhá intenzivní stavební činnost. Směrem na západ a na východ jsou větší obytné plochy s parky. Na jih od řeky Išim jsou nové oblasti státní správy. Zde probíhá mnoho velkých stavebních projektů, například výstavba diplomatických čtvrtí, a různé vládní budovy. Do roku 2030 mají být tyto čtvrti dokončeny. Původní plány na novou Astanu navrhl japonský architekt Kišó Kurokawa, který také projektoval nové Astanské mezinárodní letiště.
Panelová sídliště, která zůstala ze sovětské éry, jsou nyní postupně odstraňována a nahrazována budovami zcela nových struktur, v důsledku rozsáhlých stavebních prací v celém městě. Prezident Nursultan Nazarbajev věnoval architektuře Astany zvláštní pozornost. Většinu z nedávno dokončených staveb projektovali mezinárodně uznávaní architekti a návrháři, jako jsou Kišó Kurokawa nebo Norman Foster.

## Kultura a pamětihodnosti
Astana je jedno z měst, na kterých se nejvíce podepsal vliv sovětské éry. Převažuje architektonický styl z let 1960–1970, jiné městské čtvrtě byly nově postaveny buď v posledních letech, nebo byly přebudovány. To se týká městské čtvrti jižně od řeky Išim, jež začala vznikat se změnou vlády.

### Stavby
- Moderní vládní čtvrtě
- Promenáda kolem řeky Išim
- Mešita Nur-Sultan
- Oceanárium (jedno z nejvzdálenějších od mořského pobřeží)
- Islámské centrum
- Věže Hotelu Intercontinental
- Tržiště
- Římskokatolické katedrály
- Ruský pravoslavný chrám
- Věž Bajterek
- Palác míru a harmonie
- Khan Shatyry
- Grand Alatau

### Nové stavby

#### Palác míru a harmonie
Pyramida, kterou navrhl architekt Norman Foster, byla slavnostně otevřena v září 2006. Poskytuje prostor pro různá náboženství: judaismus, islám, křesťanství, buddhismus,hinduismus, taoismus a další. Zahrnuje také operní dům s 1 500 sedadly, muzeum národní kultury, novou "univerzitu civilizace", knihovnu a výzkumné centrum pro etnické a geografické skupiny Kazachstánu. Toto vše je v pyramidě se základnou 62 × 62 metrů, vysoké 77 metrů.
Budova je koncipována jako globální centrum pro náboženské porozumění, zřeknutí se násilí a prosazování víry a lidské rovnosti. Pyramida míru vyjadřuje ducha Kazachstánu, kde kultura, tradice a zástupci různých národností vedle sebe žijí v harmonii a souladu. Jednou za tři roky se zde bude v kruhové místnosti scházet 200 delegátů světových náboženství a víry. Pyramida je 77 metrů vysoká (včetně 15 metrů vysokého podstavce zakrytého zeminou) a stála 8,74 bilionů kazachstánských tenge (okolo 58 milionů USD).

#### Islámské centrum
Islámské centrum bylo postaveno v roce 2005 a sponzoroval je emír Kataru. Skládá se z mešity, madrasy a knihovny. Mešita má 4 minarety, každý o výšce 63 metrů, a její kapacita je 5 000 osob. Kopule mešity měří 43 m.

#### Chan Šatyr
V prosinci 2006 představil kazachstánský prezident Nursultan Nazarbajev plány na výstavbu nákupního a zábavního centra Chan Šatyr, "obřího průhledného stanu". Stavba je 150 metrů vysoká a navrhl ji britský architekt Norman Foster. Plocha interiérů centra činí 100 000 m², plášť stavby je konstruován tak, aby propouštěl světlo a zároveň aby odolal extrémním výkyvům venkovních teplot, k nimž v průběhu roku dochází v kazachstánské metropoli. Chan Šatyr je největší stavbou ve tvaru stanu na světě. Nákupní centrum bylo otevřeno 6. července 2010.

#### Ak Orda – Prezidentský palác
Ak Orda, v kazaštině nebo v ruské transkripci Акорда, tedy Akorda (v překladu z kazaštiny doslovně „Bílá horda“, což byl ve středověku název západní části Zlaté hordy, ustavené mongolským chánem Bátúem), je oficiální název rezidence prezidenta Kazachstánu. Prezidentský palác byl postaven v roce 2004 na levém břehu řeky Išim v čele bulváru Nuržol jako pětipatrová budova z monolitického betonu. Obklad byl zhotoven z 20–40 cm silného italského mramoru. Výška budovy je 80 metrů a celková plocha je 36 720 čtverečných metrů. Ak Orda zahrnuje jurtu, jako haly navržené z mramoru a žuly, mramorový sál pro schůzky a oficiální návštěvy zástupců zahraničních zemí a zlatý sál pro soukromé jednání a diskuse mezi hlavou státu a představiteli jiných zemí. Palác Ak Orda byl zařazen mezi desítku nejkrásnějších prezidentských rezidencí na světě.

### Muzea
- Prezidentské centrum kultury
- Mauzoleum Kabanbay Batyr
- Etický památník komplex "Mapa Kazachstánu" Atameken
- S. Seifullin muzeum
- Muzeum prvního prezidenta Republiky Kazachstán

### Divadla
- Ruské činoherní divadlo Gorkij
- Kazašské divadlo K. Kuanyshbaev
- Národní opera a balet K. Bajseitova

### Památky
- Pomník Otana Korgaushylara
- Památník obětem politických represí
- Památník Kazachstánských občanů kteří padli v Afghánské válce
- Centrální náměstí s kašnou a sousoším
- Památník Kenesary Khan

### Architektonické památky
- Kostel Konstantina a Jelena
- Zelená mešita

### Bajterek
Bajterek je nejslavnější orientační bod v Astaně. Tato věž má představovat topol, na který kouzelný pták Samuruk položil své vejce. Na kouli na vrcholu Bajtereku je otisk ruky prvního prezidenta Kazachstánu Nursultana Nazarbajeva.

## Galerie

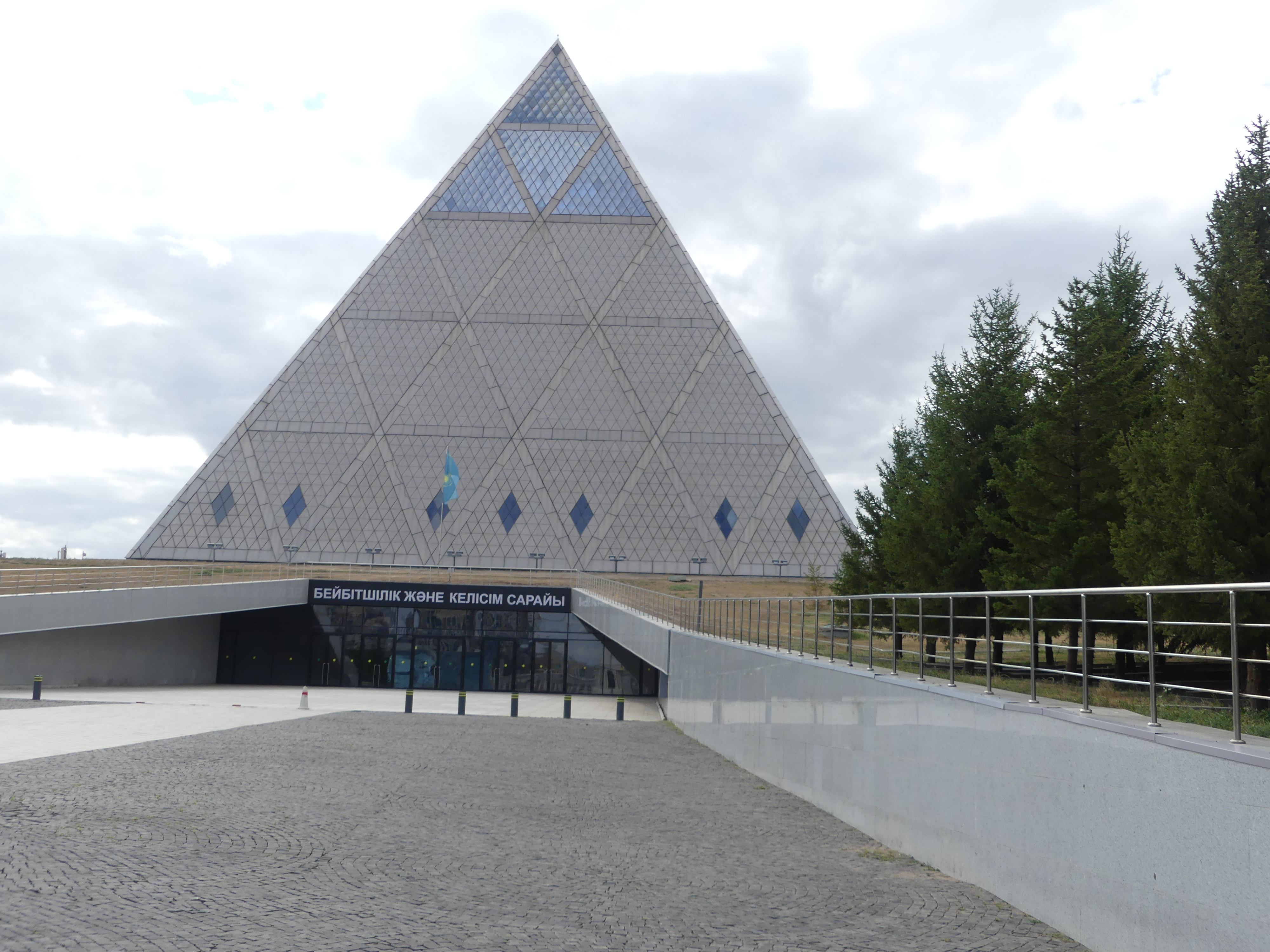
Palác míru a harmonie v Astaně
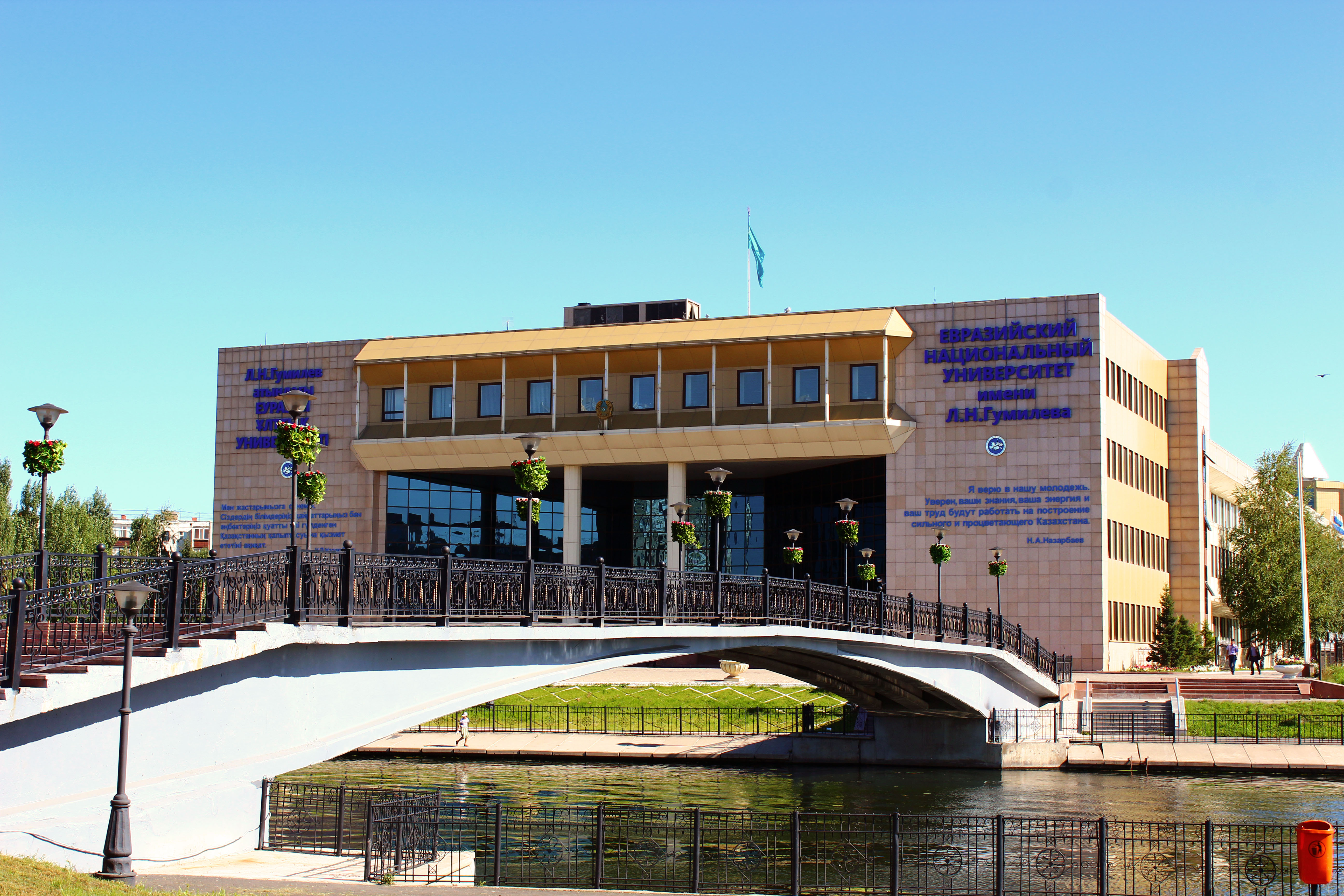
Evropsko-asijská univerzita L. N. Gumiljovova

## Hospodářství a infrastruktura

### Hospodářství
Astana žije především ze své funkce hlavního města a s tím souvisejících činností. Stavební činnost ve městě hraje také velkou roli. Dalším významným odvětvím je zpracování kůže. Okolí města má rozsáhlé zemědělské využití.

### Doprava
Astana leží uprostřed Kazachstánu, a tím má zvláštní postavení dopravního uzlu.
V roce 2005 byla dokončena velká rekonstrukce Astanského mezinárodního letiště (IATA: TSE, ICAO: UACC) podle projektu japonského architekta Kišo Kurokawy.
Astanské vlakové nádraží je významným centrem pro severní Kazachstán, vlaky zajišťují dopravu do většiny velkých měst v Kazachstánu, včetně Talgo Express do Almaty. Mezinárodní spoje do Kyrgyzstánu a Uzbekistánu, Ruska a na Ukrajinu jezdí většinou jednou týdně.
Od léta 2008 nabízí jízdní řád také přímé vlakové spojení do Čínské Urumči (v autonomní oblasti Sin-ťiang).

## Obyvatelstvo
Do roku 2007 se populace Astany více než zdvojnásobila, na více než 600 000 obyvatel, s očekávaným počtem obyvatel 1 milion v roce 2030.
Migrující pracovní síla – legální i nelegální – přichází z celého Kazachstánu a sousedních států, jako Uzbekistán a Kyrgyzstán. Astana je magnetem pro mladé odborníky, kteří chtějí budovat kariéru. To změnilo národnostní složení obyvatelstva města a přineslo více kazašského obyvatelstva do města, které dříve mělo většinu obyvatel skládající se ze slovanských národů. V Astaně vzrostl počet kazašského obyvatelstva na zhruba 60 %, oproti 17 % v roce 1989.
V roce 1999 měla Astana 281 000 obyvatel. Okolo 30 % kazašského původu a 70 % národnosti ruské, ukrajinské, německé a další. Mnozí toto argumentují tím, že cesta k přilákání etnických Kazachů na sever byla klíčovým faktorem při přesunu kapitálu.
Ke konci roku 2024 měla Astana kolem 1 500 000 obyvatel.

### Národnostní složení
Podle sčítání lidu z roku 1999, je 40,5 % populace ruského původu, dále 5,7 % Ukrajinců, 3,0 % Němců, 2,6 % Tatarů, 1,8 % Bělorusů a 0,8 % Poláků. Ale 41,8 % Kazachů již mělo početní převahu nad Rusy, kteří do té doby tvořili největší etnickou skupinu, Ingušové a Korejci představovali 0,6 %. Jiní, hlavně Uzbekové, tvořili 3,8 % celkového počtu obyvatelstva. 

## Geografie

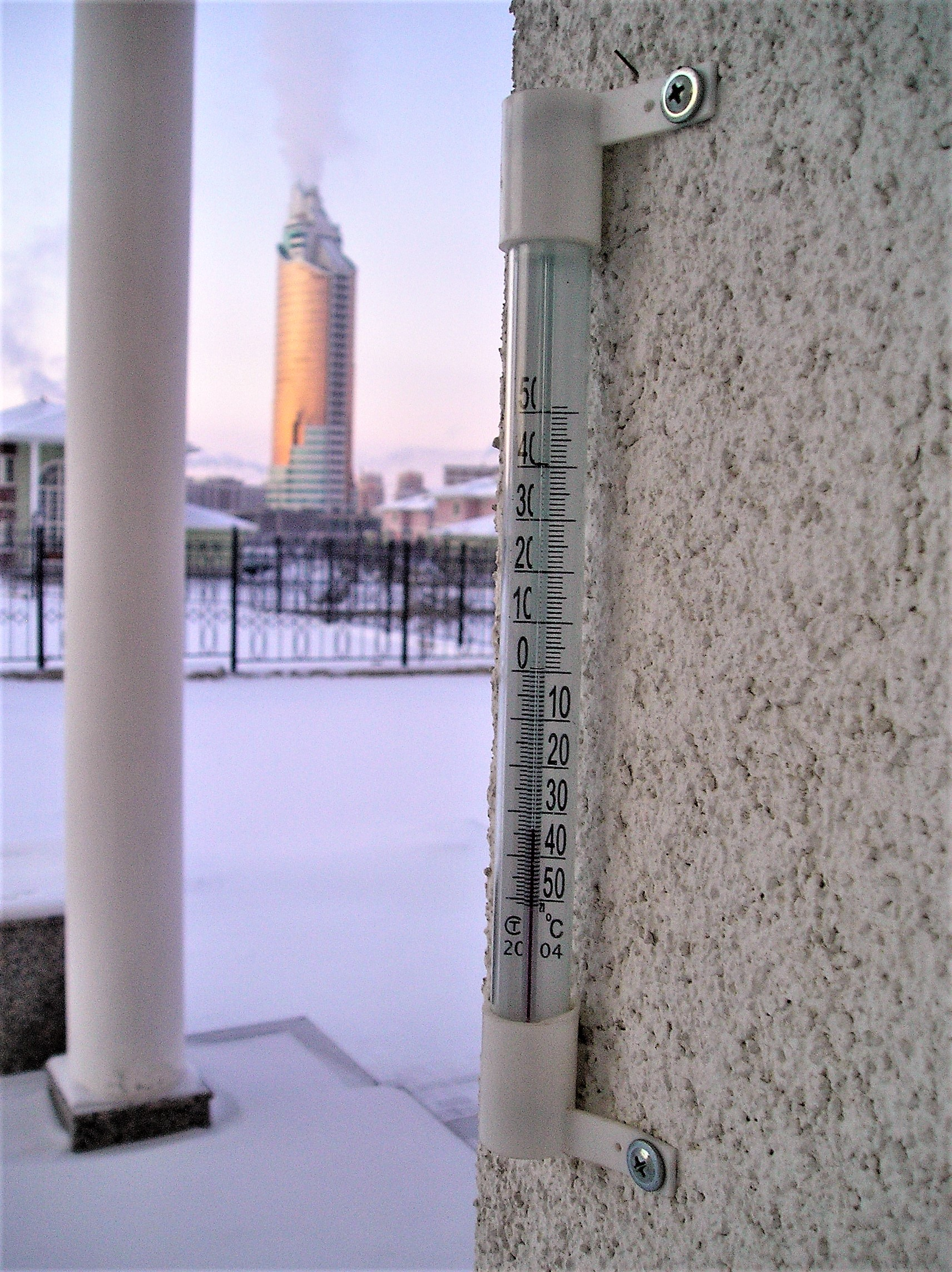
Zima v Astaně, leden 2006

Astana leží v Akmolské oblasti, v Kazašské nížině na řece Išim, na křižovatce transkazachstánské a jihosibiřské železnice, asi 850 km severozápadně od bývalého hlavního města Kazachstánu Almaty. Její zeměpisná poloha je 51°10' severní šířky a 71°30' východní délky. Od Prahy je vzdálena přibližně 4 400 km. Průměrná nadmořská výška města dosahuje 400 m. Nejnižší bod, hladina řeky Išim, je v nadmořské výšce 380 m, nejvyšší bod je ve výšce 430 m n. m.

### Podnebí
Průměrná denní teplota vzduchu se pohybuje kolem −16 °C v lednu a 20 °C v červenci. Nejdeštivější měsíc je červenec, kdy spadne okolo 50 mm srážek.
| Astana – podnebí            | Astana – podnebí | Astana – podnebí | Astana – podnebí | Astana – podnebí | Astana – podnebí | Astana – podnebí | Astana – podnebí | Astana – podnebí | Astana – podnebí | Astana – podnebí | Astana – podnebí | Astana – podnebí | Astana – podnebí |
| Období                      | leden            | únor             | březen           | duben            | květen           | červen           | červenec         | srpen            | září             | říjen            | listopad         | prosinec         | rok              |
| --------------------------- | ---------------- | ---------------- | ---------------- | ---------------- | ---------------- | ---------------- | ---------------- | ---------------- | ---------------- | ---------------- | ---------------- | ---------------- | ---------------- |
| Nejvyšší teplota [°C]       | 4                | 5                | 22               | 30               | 36               | 40               | 42               | 39               | 36               | 27               | 19               | 5                | 42               |
| Průměrné denní maximum [°C] | −12              | −11              | −4               | 9                | 19               | 25               | 27               | 24               | 18               | 8                | −2               | −9               | 7                |
| Průměrná teplota [°C]       | −15              | −15              | −9               | 5                | 13               | 19               | 21               | 18               | 12               | 4                | −6               | −12              | 3                |
| Průměrné denní minimum [°C] | −21              | −21              | −15              | −2               | 5                | 11               | 13               | 11               | 5                | −1               | −11              | −18              | −3               |
| Nejnižší teplota [°C]       | −52              | −49              | −38              | −28              | −11              | −2               | 2                | −2               | −8               | −26              | −39              | −44              | −52              |
| Průměrné srážky [mm]        | 22               | 14               | 19               | 21               | 31               | 40               | 50               | 37               | 26               | 27               | 20               | 22               | 327              |
| Zdroj: Pogoda.ru.net        |                  |                  |                  |                  |                  |                  |                  |                  |                  |                  |                  |                  |                  |

## Partnerská města
- Ammán, Jordánsko (2005)
- Ankara, Turecko (2001)
- Ašchabat, Turkmenistán (2017)
- Bangkok, Thajsko (2004)
- Biškek, Kyrgyzstán (2011)
- Damašek, Sýrie
- Gdaňsk, Polsko (1996)
- Hanoj, Vietnam (2009)
- Islamábád, Pákistán
- Kazaň, Rusko (2004)
- Kyjev, Ukrajina (1998)
- Moskva, Rusko
- Nice, Francie (2013)
- Oulu, Finsko (2013)
- Peking, Čína (2006)
- Petrohrad, Rusko (1996)
- Putrajaya, Malajsie
- Riga, Lotyšsko (1998)
- Soul, Jižní Korea (2004)
- Taškent, Uzbekistán
- Tbilisi, Gruzie (1996)
- Ufa, Rusko (2010)
- Ulánbátar, Mongolsko (2019)
- Uşak, Turecko
- Varšava, Polsko (2002)
- Vilnius, Litva

## Sport
Ve městě působí profesionální cyklistická stáj Astana Team. Barys Astana hraje v Kontinentální hokejové lize, nejvyšší ruské lize. FK Astana letošní sezonu 2015-2016 hraje UEFA Champions League a jako stadion mají Astana Arena s kapacitou 30 000 lidí.
| Klub              | Sport      | Liga                        | Stadion                        |
| ----------------- | ---------- | --------------------------- | ------------------------------ |
| Lokomotive Astana | Fotbal     | Premjer Ligasy              | Kazhimukan Munaitpasov Stadion |
| FK Astana         | Fotbal     | Premjer Ligasy              | Astana Arena                   |
| Team Astana       | Cyklistika | UCI ProTour                 | -                              |
| Astana Tigers     | Basketball | Kazašská Basketbalová Liga  |                                |
| Barys Nur-Sultan  | Hokej      | Kontinentální Hokejová Liga | Sportovní Palác Kazachstán     |